# Muerte y funeral de Gabriel García Márquez
La muerte del escritor Gabriel García Márquez se produjo a las 2:45 horas de México del jueves 17 de abril de 2014 en su residencia de la localidad Pedregal de San Ángel en la Ciudad de México, Distrito Federal.

## Enfermedad y muerte
En 1999 le fue diagnosticado un cáncer linfático. Al respecto, el escritor declaró en una entrevista en el año 2000 a El Tiempo de Bogotá:

Hace más de un año fui sometido a un tratamiento de tres meses contra un linfoma, y hoy me sorprendo yo mismo de la enorme lotería que ha sido ese tropiezo en mi vida. Por el temor de no tener tiempo para terminar los tres tomos de mis memorias y dos libros de cuentos que tenía a medias, reduje al mínimo las relaciones con mis amigos, desconecté el teléfono, cancelé los viajes y toda clase de compromisos pendientes y futuros, y me encerré a escribir todos los días sin interrupción desde las ocho de la mañana hasta las dos de la tarde. Durante ese tiempo, ya sin medicinas de ninguna clase, mis relaciones con los médicos se redujeron a controles anuales y a una dieta sencilla para no pasarme de peso. Mientras tanto, regresé al periodismo, volví a mi vicio favorito de la música y me puse al día en mis lecturas atrasadas.

En la misma entrevista, García Márquez se refiere al poema titulado La marioneta, que le fue atribuido por el diario peruano La República a modo de despedida por su inminente muerte, desmintiendo tal información.
Negó ser el autor del poema y aclaró que «el verdadero autor es un joven ventrílocuo mexicano que lo escribió para su muñeco», refiriéndose al ventrílocuo mexicano Johnny Welch.
A principios de julio de 2012, por comentarios de su hermano Jaime, se rumoreó que el escritor padecía de demencia senil, pero un vídeo en que celebra su cumpleaños en marzo de 2012 sirvió para desmentir el rumor.
El 31 de marzo de 2014 fue ingresado en el Instituto Salvador Zubirán por un cuadro de desnutrición, deshidratación , infección pulmonar e Infección urinaria.
El 8 de abril fue dado de alta con pronóstico estable tras recibir un tratamiento de antibióticos. Durante el tiempo en el que estuvo convaleciente en su casa, su esposa e hijos se negaron a dar información detallada de su salud. Sólo se observó que fue visitado frecuentemente por cardiólogos y geriatras en los días posteriores.
El 14 de abril, un diario mexicano dio a conocer que García Márquez luchaba nuevamente, como hace 15 años, contra el cáncer que ahora se le había expandido a los pulmones, ganglios e hígado. Varios familiares lo visitaron durante ese tiempo de cuidados.
La muerte del escritor fue confirmada en México hacia las 14:50. Fue trasladado por una ambulancia al hospital donde estuvo ingresado y
tras conocerse la noticia de su muerte, en los alrededores de su casa se reunieron decenas de periodistas quienes desde la noticia de su hospitalización establecieron una guardia permanente en el sitio. 
El escritor colombiano, quien murió rodeado de su familia, fue cremado el 19 de abril y, tres días después, se le rindió un homenaje nacional en el Palacio de Bellas Artes de México, D.F. en un acto privado. 
 Al evento acudieron el entonces presidente de México, Enrique Peña Nieto y el de Colombia, Juan Manuel Santos, así como de amistades cercanas como Jacobo Zabludovsky y su esposa Sara Nerubay, los escritores Héctor Aguilar Camín, Ángeles Mastretta, Silvia Lemus, la viuda de Carlos Fuentes, Carmen Miracle, Adolfo Castañón y el político Porfirio Muñoz Ledo. La ceremonia concluyó a las 20:39 horas, en medio de aplausos y mariposas amarillas de papel que fueron lanzadas por los amigos y la familia.
Las cenizas salieron de la casa del escritor en torno de las 15:00 horas en una caravana que estuvo encabezada por Mercedes Barcha, esposa de Gabo –como amigos cercanos llamaban al autor colombiano– junto con sus familiares,  misma que llegó  a las cuatro de la tarde y fue recibida por María Cristina García Cepeda, directora del Instituto Nacional de Bellas Artes, y el presidente del Conaculta. Ahí estuvo la urna hasta las siete de la noche”, fueron tres horas durante las que el público general se pudo despedir del autor de Cien años de soledad; se reprodujo una selección de música que hizo la misma familia de acuerdo a los gustos del escritor que llegó a la Ciudad de México en 1961 y desde entonces adoptó al país como su segunda patria.
A las siete de la tarde, se realizó el acto oficial a cargo de Enrique Peña Nieto, presidente de México, y Juan Manuel Santos, primer mandatario de Colombia.
Al término del evento, la familia de García Márquez, leyó la siguiente carta:

“Los hijos de Gabriel García Márquez, Gonzalo, Rodrigo y su viuda Mercedes Barcha, junto con el resto de su familia envían un mensaje firmado dando gracias a "al trato de la prensa, a los presidentes de México y Colombia, a los doctores que atendieron al escritor en vida y a los lectores del mundo entero" En dicho mensaje agradecen a ambos mandatarios por todas sus atenciones y "por sus entrañables palabras", recordando también a al presidente del Consejo Nacional para la Cultura y las Artes (Conaculta), Rafael Tovar y de Teresa; de la directora del Instituto Nacional de Bellas Artes (INBA), María Cristina García Cepeda; y del cineasta Jorge Sánchez Sosa, a quienes agradece "su apoyo, solidaridad y amistad", también agradecen al Instituto Nacional de Nutrición por el gran esfuerzo y sobre todo discreción por su parte respecto al estado del autor. Admitiendo que todo el proceso de este desenlace frente a los medios de comunicación ha sido difícil, pero agradeciendo su respeto ante tal situación. No sin antes agradecer "la infinidad de gestos, comentarios y mensajes de admiradores y lectores del mundo entero. Gente de todas las edades, extracciones y culturas ha expresado su amor por 'Gabo' más allá de la tristeza de perderlo. Nos han hecho sentir que no lo han perdido sino ganado para siempre, y que les pertenece a ellos. Gracias.”

## Reacciones
Su muerte fue confirmada por personas cercanas a la familia del escritor, quienes hablaron bajo condición de anonimato por respeto a la privacidad de la familia. El Consejo Nacional para la Cultura y las Artes de México informó después a través de un comunicado que García Márquez falleció hacia las 2:00 PM
El presidente de Colombia, Juan Manuel Santos, señaló que el escritor fue «el colombiano que, en toda la historia de nuestro país, más lejos y más alto ha llevado el nombre de la patria», decretando tres días de duelo nacional por su muerte, y que todas las banderas de Colombia, estuvieran a media asta.
En la residencia, ubicada en el sur de la capital, comenzó a verse movimiento después del mediodía. Vehículos entraban y salían de la casa de estilo colonial, mientras algunos amigos llegaban hasta la puerta resguardada por dos guardias.
García Márquez es uno de los escritores en lengua española más reconocidos del mundo. Su obra cumbre, Cien años de soledad, ha vendido cerca de 50 millones de copias y ha sido traducida a más de 40 idiomas, según la Real Academia Española.
Recibió el premio Nobel en 1982. Sus novelas se han vendido más que cualquier otro libro en español, a excepción de la Biblia.
Plinio Apuleyo Mendoza, quien lo conoció hace 67 años en un café en Bogotá y estuvo en su premio al Nobel en 1982, comentó a la Associated Press:

Nunca imaginé que iba a tener un desenlace tan inmediato... me ha golpeado mucho

Debo tener más de 100 cartas de Gabo cuando todavía no era famoso y me contaba sus amores... o estaba sufriendo

Rafael Tovar y de Teresa, presidente del Consejo Nacional para la Cultura y las Artes de México, dijo en Milenio Televisión que había hablado con Mercedes Barcha, la esposa del escritor, para ofrecerle la colaboración de las autoridades mexicanas.
Dijo que en su momento se anunciará un homenaje al escritor, uno "de acuerdo al tamaño del personaje".A nombre de México, expreso mi pesar por el fallecimiento de uno de los más grandes escritores de nuestros tiempos: Gabriel García Márquez", escribió por su parte el presidente mexicano Enrique Peña Nieto.
El expresidente colombiano Andrés Pastrana se sumó a los lamentos:

"Hemos perdido no solamente a nuestro Nobel de literatura sino al mejor embajador que teníamos los colombianos en el mundo, es una pérdida para la literatura pero adicionalmente es una perdida para Colombia", dijo Pastrana a la AP. "Vamos a extrañar y nos va a hacer mucha falta Gabo".

Considerado ampliamente como el escritor en español más popular desde Miguel de Cervantes en el siglo XVII, García Márquez logró tal celebridad en el mundo de las letras que fue comparado con otros grandes como Mark Twain y Charles Dickens.

## Las cenizas de Gabriel García Márquez
A su muerte el 17 de abril de 2014, las preguntas acerca del lugar donde descansarían los restos del escritor, se comenzaron a gestar. Los países con más significado para él fueron México y su natal Colombia. El primero fue donde el premio nobel de literatura (1982) y maestro del realismo mágico pasó la mayor parte de su vida, más de medio siglo, desde 1961.
Un día después de su muerte, por la mañana, aún no se sabía sobre el lugar de dónde reposarían sus cenizas. La familia decidió efectuar la cremación en una ceremonia muy íntima, solo haciéndose acompañar con los más allegados, sin dar más informes de ello.
Tufith Hatum, el alcalde de Aracataca, pueblo de nacimiento de García Márquez, dijo que tener las cenizas "sería un honor para nosotros como cataqueros", por lo cual pidió al presidente Juan Manuel Santos se llevaran a cabo los trámites necesarios para poder así llevarlas a Colombia y depositarlas en esa ciudad.
El viernes 18 de abril, frente a la casa de Gabriel García Márquez (ubicada en el Pedregal de San Ángel), José Gabriel Ortiz (después de hablar con la viuda Mercedes Barcha), embajador de la República de Colombia en México hizo saber a la prensa el destino que tendrían las cenizas resultantes de la cremación del literato. Sus palabras fueron: “En México se queda, desde luego alguna parte, por lo menos, y pensaría que se pueden llevar otra después a Colombia (...), y que reposara parte de sus cenizas allá".

### Influencia Internacional
La muerte de García Márquez dio la vuelta al mundo y los principales medios informaron sobre su desaparición física.
Informa en un amplio despliegue El País de España:

“Muere Gabriel García Márquez, genio de la literatura universal”

Mientras que The New York Times, informa:

ha muerto “el exuberante maestro del realismo mágico”.

El Washington Post, entre tanto, destacaba en su portada que Márquez había explorado el mito y la realidad de América Latina en sus novelas.
El Universal de México, por su parte, presenta un perfil básico del escritor y una amplia fotogalería, al autor de Cien años de Soledad, El coronel no tiene quien le escriba, Amor en los tiempos del cólera, Crónica de una muerte anunciada y Noticia de un secuestro.
El ganador del Premio Nobel, vivió sus últimos 40 años en México, país que lo adoptó como suyo. El 22 de febrero de 2015 su nombre e imagen fueron incluidos en el tradicional montaje "In Memoriam" presentado por la Academia de las Artes y las Ciencias Cinematográficas de Estados Unidos durante la 87.ª entrega de los Premios Oscar, reconociendo su contribución al Cine.
Un año después de producido su fallecimiento, se publicó la novela Cartagena, de la uruguaya Claudia Amengual; en la misma, García Márquez aparece como un personaje destacado.